# Pélican
Pelecanus
 (septembre 2012).
Si vous disposez d'ouvrages ou d'articles de référence ou si vous connaissez des sites web de qualité traitant du thème abordé ici, merci de compléter l'article en donnant les références utiles à sa vérifiabilité et en les liant à la section « Notes et références ».
Pour les articles homonymes, voir Pelican.
Famille
Genre
Les pélicans (du grec Πελεκάνος) forment le genre d'oiseaux Pelecanus, unique représentant de la famille des Pelecanidae (ou pélécanidés), qui compte huit espèces vivantes.

## Description

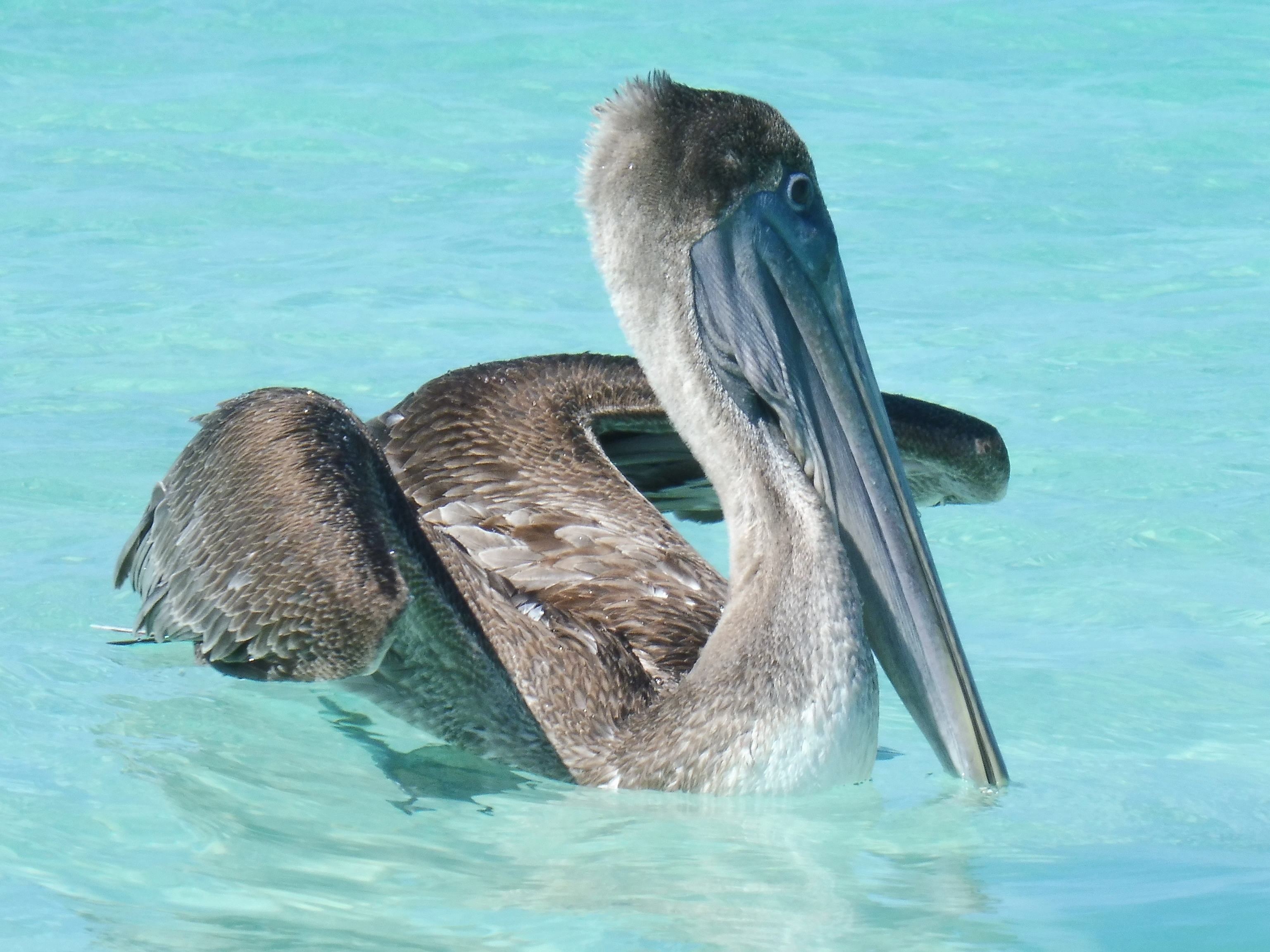
Pélican brun (Pelecanus occidentalis) en mer au large de Cuba.

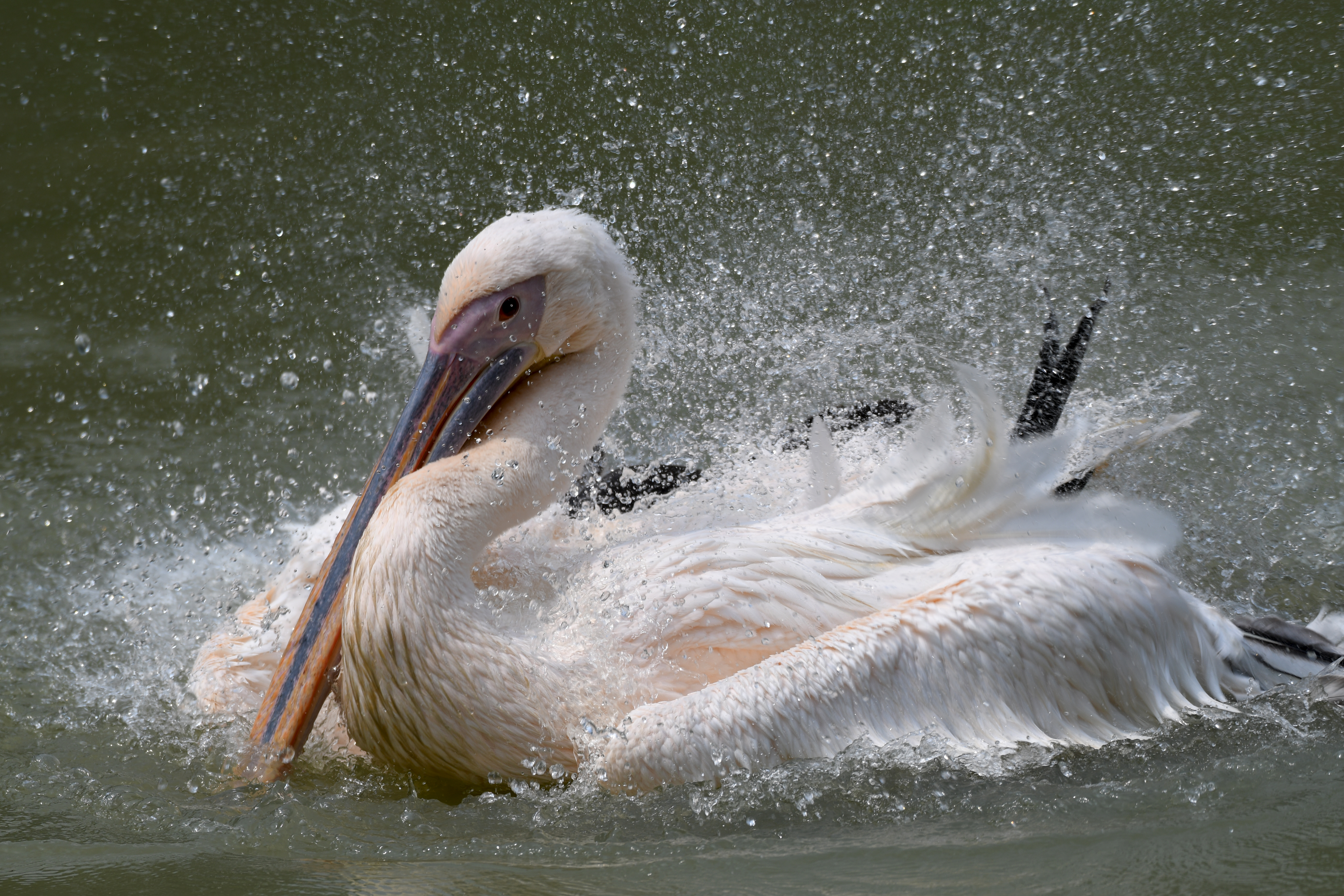
Un pélican dans le Bangabandhu Sheikh Mujib Safari Park au Bangladesh.

Les pélicans sont de grands oiseaux (de 105 à 350 cm) aquatiques essentiellement piscivores, caractérisés par un grand bec muni d'une volumineuse poche extensible, le sac gulaire qui leur permet d'emmagasiner la nourriture.
Cosmopolites à l'exception des hautes latitudes, les pélicans fréquentent les étendues d'eau libre, à la fois sur les côtes et à l'intérieur des terres, depuis les régions tropicales jusqu'aux zones tempérées.

## Position systématique
Le placement traditionnel des pélicans dans l'ordre des Pelecaniformes a été remis en question par la classification de Sibley-Ahlquist, qui les rangeait dans l'ordre élargi des ciconiidés.
Le Bec-en-sabot du Nil (Balaeniceps rex) a longtemps été classé dans cette famille, mais des études génétiques ont montré qu'il devait être placé dans une famille séparée, bien que proche, celle des balaenicipitidae.

### Liste des espèces
D'après la classification de référence (version 14.1, 2024) de l'Union internationale des ornithologues, il y a 8 espèces du genre Pelecanus (ordre philogénique) :
- Pelecanus onocrotalus Linnaeus, 1758 – Pélican blanc ;
- Pelecanus rufescens Gmelin, JF, 1789 – Pélican gris ;
- Pelecanus philippensis Gmelin, JF, 1789 – Pélican à bec tacheté ;
- Pelecanus crispus Bruch, 1832 – Pélican frisé ;
- Pelecanus conspicillatus Temminck, 1824 – Pélican à lunettes ;
- Pelecanus erythrorhynchos Gmelin, JF, 1789 – Pélican d'Amérique ;
- Pelecanus occidentalis Linnaeus, 1766 – Pélican brun ;
- Pelecanus thagus Molina, 1782 – Pélican thage ;

Le Pélican blanc (P. onocrotalus), le Pélican frisé (P. crispus) et le Pélican à lunettes (P. conspicillatus) et le Pélican d'Amérique (P. erythrorhynchos) sont des espèces qui nichent et dorment à terre en colonies denses et pêchent souvent en groupe.
Le Pélican gris (P. rufescens) et  le Pélican à bec tacheté (P. philippensis) sont des espèces qui se dispersent pour s’alimenter, qui peuvent se percher dans les arbres et elles forment des colonies éparpillées.
Le Pélican thage (P. thagus) et le Pélican brun (P. occidentalis) peuvent plonger pour se nourrir et ce dernier est l'espèce la plus marine de pélican.
Espèces fossiles :
- † Pelecanus cadimurka[3] Rich and Van Tets, 1981
- † Pelecanus cautleyi[4] Davies 1880
- † Pelecanus fraasi[5] Lyddeker 1891
- † Pelecanus gracilis[6] Milne-Edwards 1867
- † Pelecanus grandiceps[7] De Vis 1905
- † Pelecanus halieus[8] Wetmore 1933
- † Pelecanus intermedius[9] Fraas 1870
- † Pelecanus odessanus[10] Widhalm 1866
- † Pelecanus proavus[11] De Vis 1892
- † Pelecanus schreiberi[12] Olson, 1999
- † Pelecanus sivalensis[13] Davies 1880
- † Pelecanus tirarensis[14] Miller 1966

## Morphologie
La morphologie des pélicans se caractérise par un corps massif, de longues et larges ailes et un long bec muni d’une volumineuse poche extensible, appelée blague. Ils sont parmi les plus lourds oiseaux capables de voler. Le plus grand d’entre eux est le pélican frisé, avec une longueur totale allant jusqu’à 1,80 m, une envergure de 3,45 m et un poids maximum de 13 kg. Les mâles ont tendance à être plus grands et plus lourds que les femelles, et à posséder un bec plus long. Ce bec peut atteindre 47 cm chez le pélican blanc.

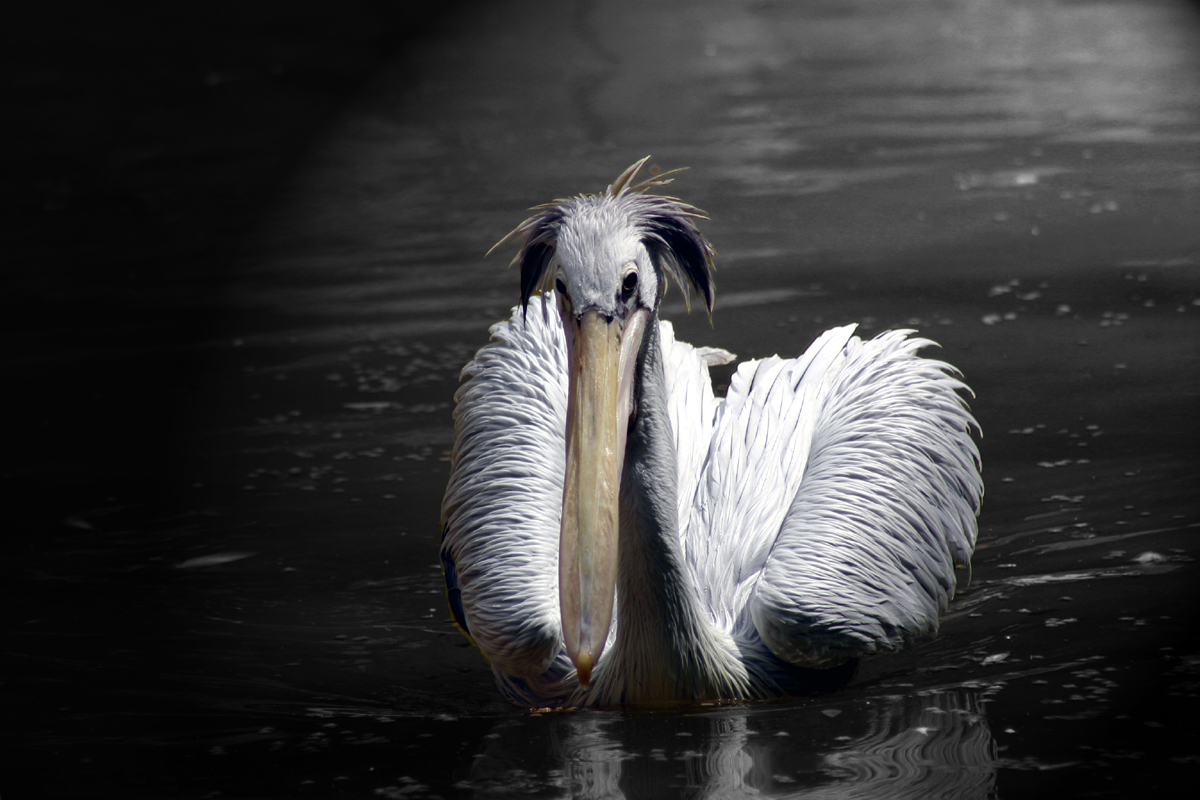
Pélican gris (Pelecanus rufescens) en train de nager.

À la nage, leurs courtes pattes aux pieds entièrement palmés leur permettent une vitesse pouvant atteindre 6 km/h.
À la saison des nids, les zones dénudées, telles la peau de la face et la poche, se colorent vivement. Chez le pélican d’Amérique, une protubérance cornée se développe sur la mandibule supérieure.
Leur envol requiert un gros effort ; ils courent à la surface de l’eau, en battant vigoureusement des ailes. Pour parcourir de longues distances, ils dépendent des ascendances thermiques. Les pélicans peuvent voler jusqu’à 24 heures d’affilée et couvrir 500 km en un jour. La plus grande vitesse de vol a été chronométrée à 56 km/h.

## Habitat

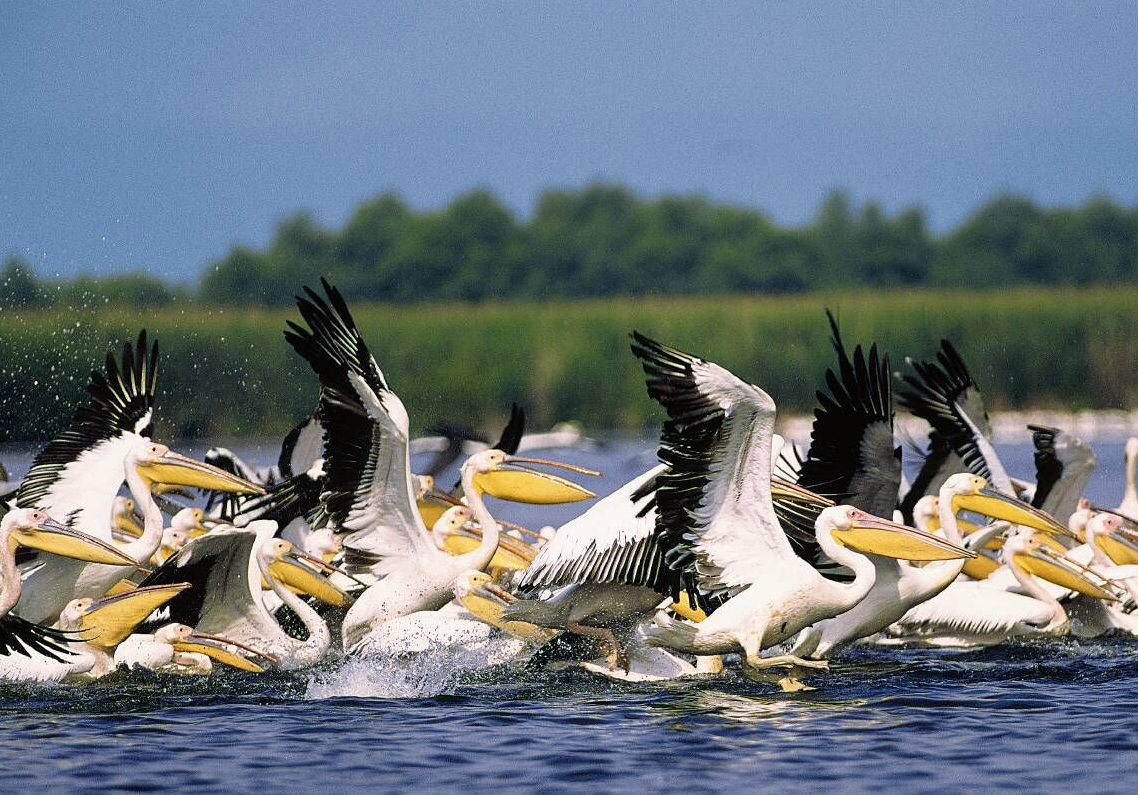
Pélicans aux bouches du Danube.

Les pélicans préfèrent les régions tropicales ou tempérées chaudes, mais certaines populations sont capables de supporter le gel hivernal, par exemple aux bouches du Danube. On les trouve souvent sur les grands lacs et les mers intérieures, dans les deltas, limans et autres vastes zones humides, marais inclus. La plupart des espèces préfèrent l’eau douce, mais on peut aussi les trouver dans des lagunes saumâtres et des estuaires, et moins souvent le long des côtes. Plusieurs espèces sont souvent vues dans des ports de pêche, à la recherche de déchets de poisson.

## Mœurs
La plupart des espèces de pélicans sont très grégaires ; ils nichent en colonies et forment des crèches de juvéniles ; ils se nourrissent en commun, se reposent ensemble et volent en grandes formations. Quelques espèces sont moins grégaires, notamment dans leur comportement alimentaire. Ils sont essentiellement diurnes. La pêche n’occupe qu’une assez petite durée dans la journée ; la plupart du temps est employé à se reposer, nettoyer et lisser le plumage, et aux interactions sociales. Les pélicans se livrent à une forme de “gymnastique” à base d'étirements de leurs membres et de leur poche.

## Nourriture et alimentation
Les pélicans consomment essentiellement des poissons, mais aussi des charognes, des insectes, des batraciens et de petits crustacés. Les pélicans frisés et blancs sont aussi capables d’avaler occasionnellement de petits oiseaux aquatiques comme des canetons ou des oisons. Il arrive parfois que les pélicans s'attaquent à de plus grosses proies comme des pigeons, des canards, ou de petits chiens.
Le pélican d’Amérique consomme à l’occasion des salamandres et des écrevisses, alors que le pélican à lunettes prend quelques crustacés. Les tout jeunes poussins sont alimentés avec un liquide régurgité, une sorte de “soupe de poissons”. Dès l’âge de deux semaines, ils sont nourris de poissons régurgités. Peu avant leur envol, les jeunes deviennent souvent plus trapus et plus lourds que leurs parents.
Les pélicans ont l’habitude de pêcher en groupe, cas de prédation coordonnée rare chez les oiseaux. Ils se rassemblent pour former un demi-cercle à la surface de l’eau, et repoussent devant eux les poissons vers les eaux peu profondes du bord. Tout en avançant, ils écartent les ailes et plongent simultanément leurs becs dans l’eau pour capturer les poissons. Parfois, ils palment lentement avec les becs longuement immergés formant comme une “senne”. Comme leurs becs ont une sensibilité tactile, ils peuvent détecter leurs proies sans les voir. Une autre variante, généralement employée sur les cours d’eau, consiste à former deux rangées parallèles qui nagent l’une vers l’autre. Le poisson n’est presque jamais transporté dans la poche, mais avalé dès sa capture.
Le Pélican brun utilise une technique de pêche totalement différente, qui rappelle celle des fous : lorsqu’en vol il aperçoit un poisson, il plonge tête la première, d’une hauteur de 10 à 20 mètres. Durant cette descente en piqué, les ailes sont maintenues en V, et la tête et le cou tendus vers l’avant. Au moment de l’impact avec la surface de l’eau, les ailes et les pattes sont repoussées vers l’arrière et le bec s’ouvre pour gober le poisson. L’oiseau peut disparaître entièrement sous l’eau. Chaque plongeon ne vise qu’un seul poisson.

## Nidification
Pour nicher, les pélicans ont besoin d’un emplacement adéquat, à l’abri des prédateurs terrestres, comme un banc de sable au milieu d’une lagune, et d’une source de nourriture suffisante pour approvisionner la colonie tout au long de la saison de reproduction. La nidification est saisonnière dans les régions tempérées, mais dans les pays tropicaux elle peut avoir lieu tout au long de l’année. Les pélicans sont presque toujours coloniaux, bien que les espèces nichant au sol forment des colonies plus denses que les nicheurs arboricoles. La colonie de pélicans blancs du lac Rukwa en Tanzanie, la plus grande de l’Ancien Monde, rassemble 40 000 couples.
La formation du couple est très rapide, tout comme le choix de l’emplacement du nid et sa construction. Rien n’indique que le couple reste uni en dehors de la période de reproduction, et il semble probable qu’un nouveau couple se forme chaque année. C’est la femelle qui choisit l’emplacement du nid, et elle y reste pendant que le mâle lui apporte des matériaux. Les nids terrestres se résument à une cuvette grossière garnie de très peu de matériaux. Ils sont souvent contigus. Les nids arboricoles ont une structure plus élaborée et se composent d’une épaisse base de brindilles, parfois recouverte d’une couche de paille et d’herbes aquatiques ; les excréments des jeunes les consolident.
La ponte compte de 1 à 6 œufs, mais 2 est le nombre le plus fréquent. Leur poids va de 120 à 195 g. Ils sont ovales et bleu clair ou blanc jaunâtre, avec une surface crayeuse. Les deux sexes participent à la couvaison, qui dure de 30 à 36 jours. Comme il n’y a pas de plaques incubatrices, les œufs sont posés sur les pieds pour être couvés, un système également pratiqué par les cormorans.
Nidicoles, les poussins éclosent nus et faibles, mais après 3 à 8 jours ils se couvrent de duvet.
Après 3 ou 4 semaines, les plumes des ailes et de la queue apparaissent, et à 8 semaines les jeunes sont totalement emplumés. Les jeunes des espèces nichant au sol abandonnent le nid à 4 semaines et se rassemblent en crèches de 10 à 100 individus. Le but de ces crèches est la thermorégulation, mais elles constituent aussi une protection contre les prédateurs. Dans cette masse mouvante de juvéniles, les parents n’alimentent que leurs propres jeunes. Les jeunes sont complètement emplumés après 70 à 85 jours et deviennent indépendants.
Les pélicans atteignent leur maturité sexuelle après 3 à 5 ans. Ils vivent assez longtemps et beaucoup atteignent au moins 15 à 25 ans dans la nature, alors que des oiseaux captifs ont vécu jusqu’à 54 ans.

## Déplacement
Une fois la nidification terminée, tant les adultes que les jeunes se dispersent, à la recherche de sites de nourrissage moins fréquentés. Quelques pélicans effectuent des migrations régulières.
Le pélican d’Amérique niche surtout sur les lacs nord-américains, mais beaucoup d’entre eux hivernent dans le golfe du Mexique. Quelques espèces sont partiellement migratrices, tel le pélican blanc, dont les populations européennes gagnent l’Afrique, tandis que les nicheurs africains sont sédentaires. Le pélican frisé se disperse plus qu’il ne migre. Sur ces trajets, les pélicans s'avèrent d'excellents planeurs. Ils battent très peu des ailes mais cherchent des courants d'air ascendants afin de se laisser porter, puis se laissent planer jusqu'au prochain courant.

## Relations avec l’homme

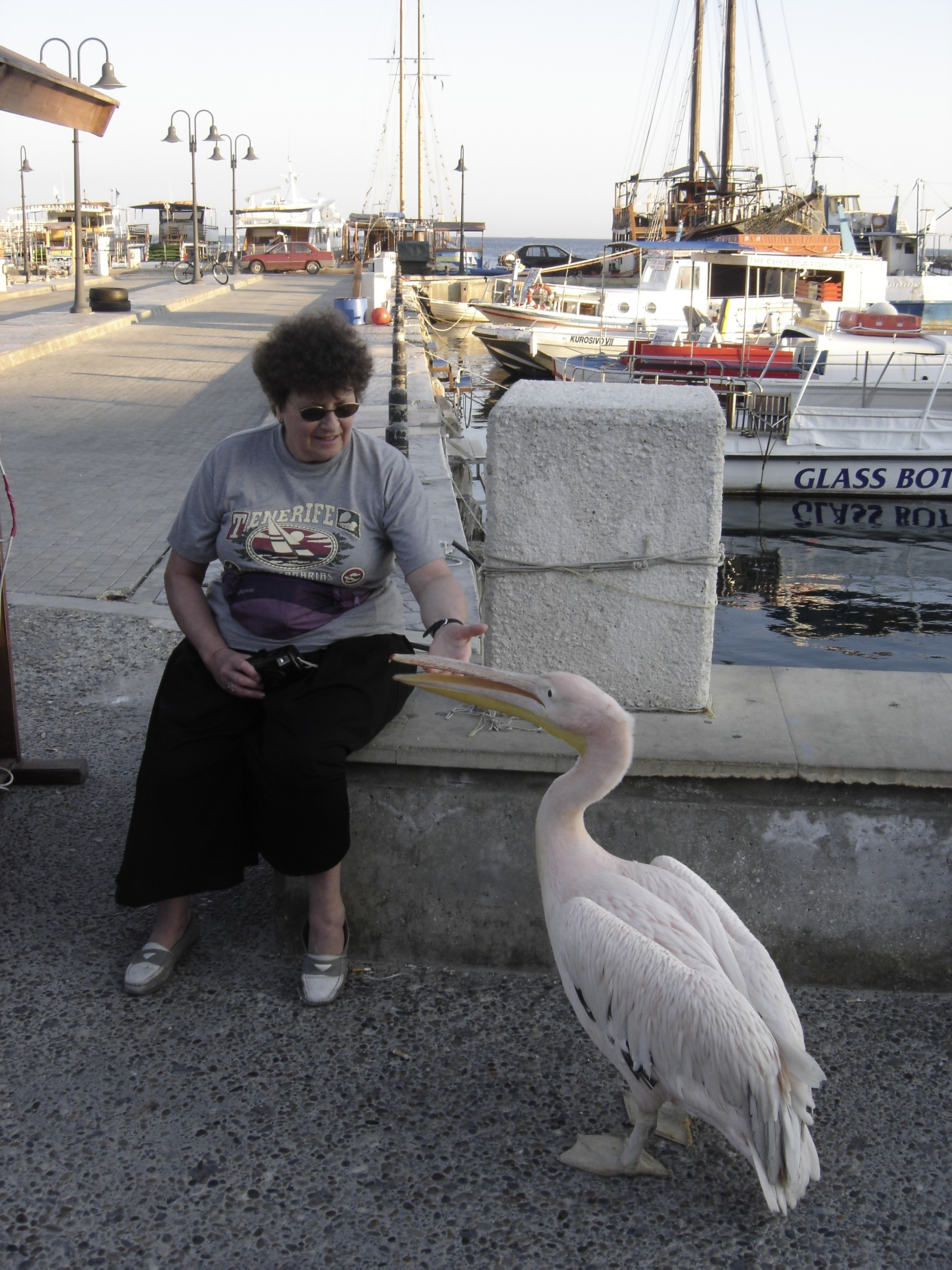
Pélican familier quémandant de la nourriture.

### Domestication
Les pélicans ont été exploités par l’homme. Dans le Sud-Est de l’Europe, leur poche a servi à confectionner des blagues à tabac et des étuis. Les jeunes étaient prisés pour leur graisse. En Inde, l’huile qu’on en extrait est fort appréciée comme embrocation contre les rhumatismes. En Chine, on considère que les pélicans ont des propriétés médicinales[réf. nécessaire], tandis que leurs plumes et leur peau servent à faire respectivement des ornements et du cuir.
Là où ils ne sont pas persécutés, certains deviennent très familiers et viennent quémander de la nourriture sur les jetées ou même dans les parcs urbains.
Comme ces oiseaux consomment surtout du poisson, leurs fientes sont riches en phosphates et constituent un engrais de qualité : du guano.

### Symbolisme

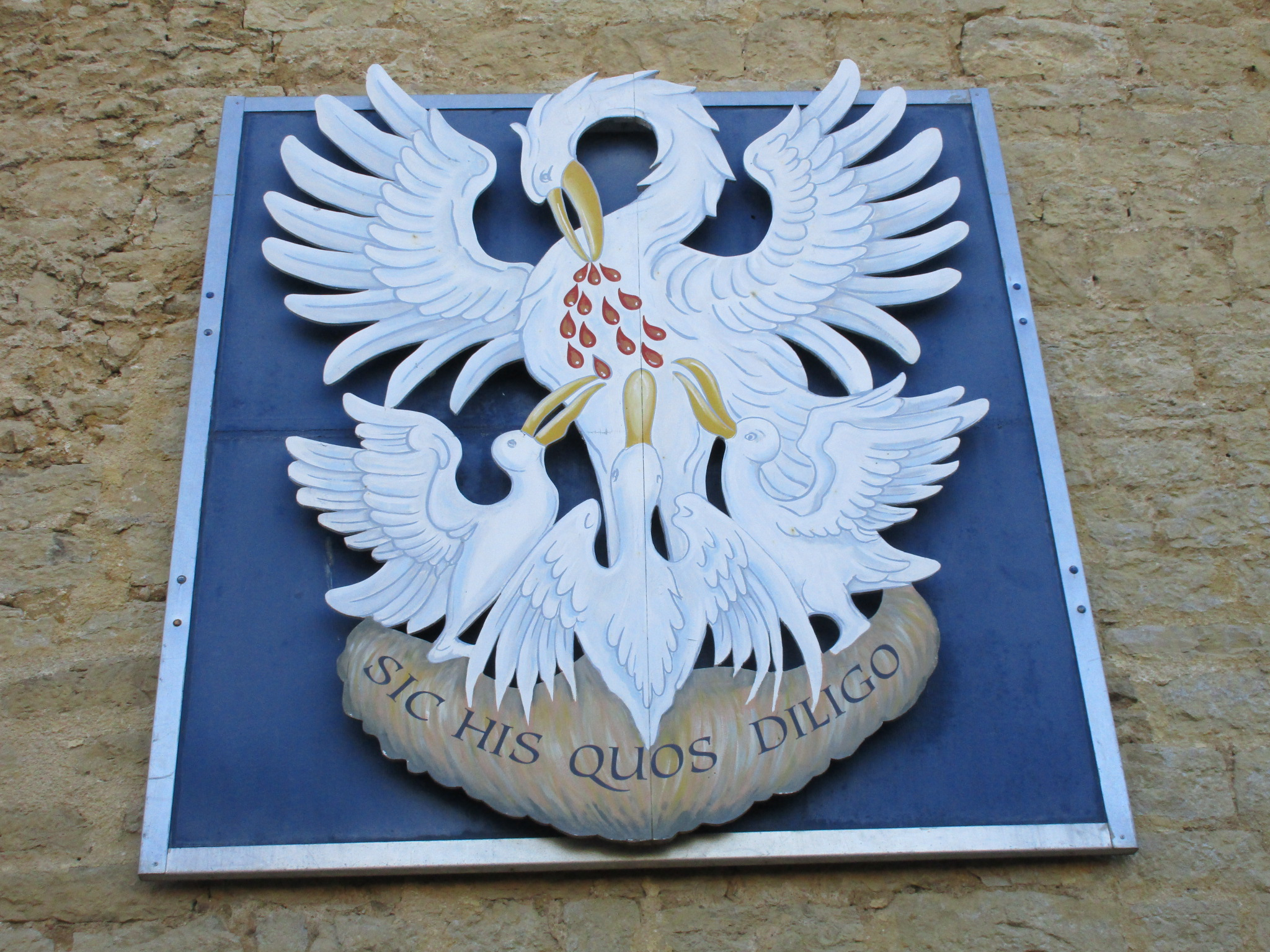
Armoiries d'Arbois dans le Jura.

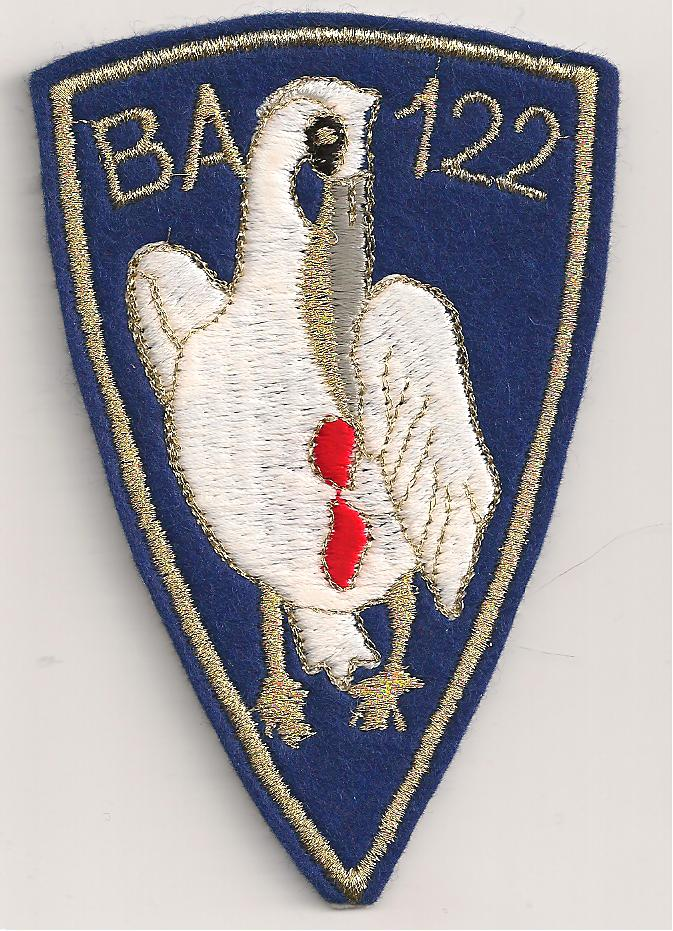
Insigne de tradition de la Base aérienne 122 Chartres-Champhol.

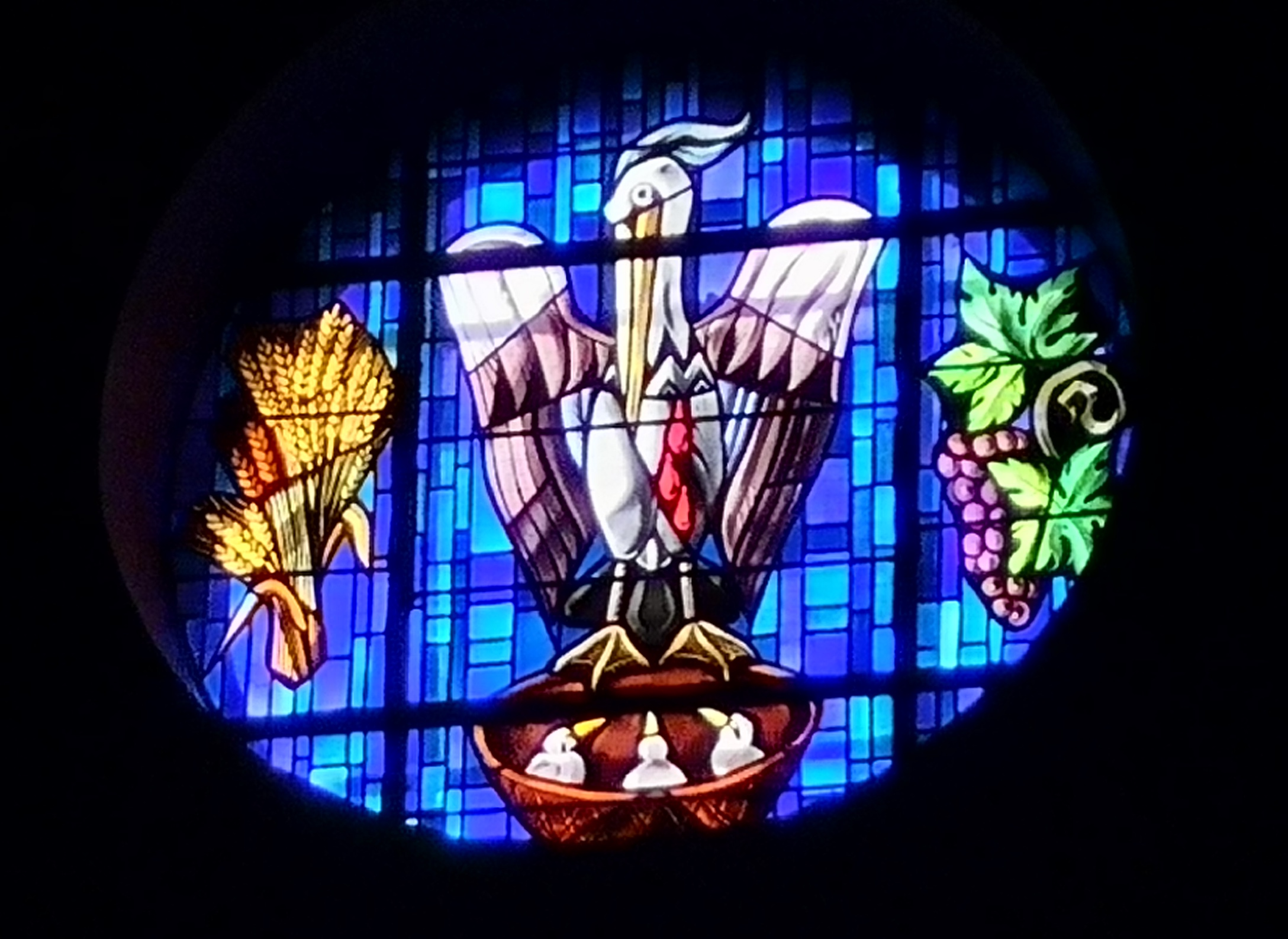
Eglise Saint-Eugène au Creusot : Vitrail du pélican, qui nourrit ses petits de sa propre chair, symbole du sacrifice eucharistique du Christ, avec la vigne et le blé.

En Europe, le pélican était au Moyen Âge un symbole d’abnégation, étant réputé capable de nourrir ses jeunes de son propre sang en cas de disette. Ce mythe est déjà cité dans un bestiaire de l’Antiquité tardive, le Physiologus, bestiaire chrétien du IIe ou IVe siècle :

« David a dit : "J'ai été comme le pélican."
Le Physiologue enseigne que cet oiseau aime tendrement ses petits ; mais que ceux-ci, quand ils sont devenus grands, frappent leur père et leur mère. Leurs parents alors les frappent à leur tour, jusqu'à les tuer. Puis cette colère une fois apaisée, ils s'affligent et déplorent la perte de leurs enfants. Vers le troisième jour, le père, déchirant son côté, verse son sang sur ses petits et les ressuscite.
Ainsi, Notre-Seigneur dit par la bouche d'Isaïe : "J'ai donné le jour à des fils, je les ai nourris, et ils m'ont méprisé." Le Créateur nous a mis au monde, et nous l'avons frappé ; car nous avons adoré la créature au lieu du Créateur. Il est venu se faire crucifier, versa son sang pour nous faire goûter la vie, et l'eau par le baptême qui illumine pour le pardon des péchés. »

Le mythe a été repris par Isidore de Séville.
Il pourrait provenir de la distance entre sites de nidification et de pêche : comme il leur faut un lieu de reproduction abrité de leurs prédateurs potentiels, celui-ci est souvent éloigné de leurs sources de nourrissage, ce qui les oblige à des déplacements sur de longues distances. On ne les apercevait donc pas s’alimenter et nourrir leurs petits en même temps.
Dans l’iconographie chrétienne et la symbolique de l’Église chrétienne, le pélican symbolise la piété, la charité et le sacrifice du Christ, qui verse son sang pour le salut du genre humain. Ainsi dans l’Adoro te devote strophe VI, figure le vers Pie pellicáne, Jesu Dómine, (« pieux pélican, seigneur Jésus »). Alfred de Musset a tiré de ce mythe de fortes images pour son poème « La Nuit de Mai » (1835).

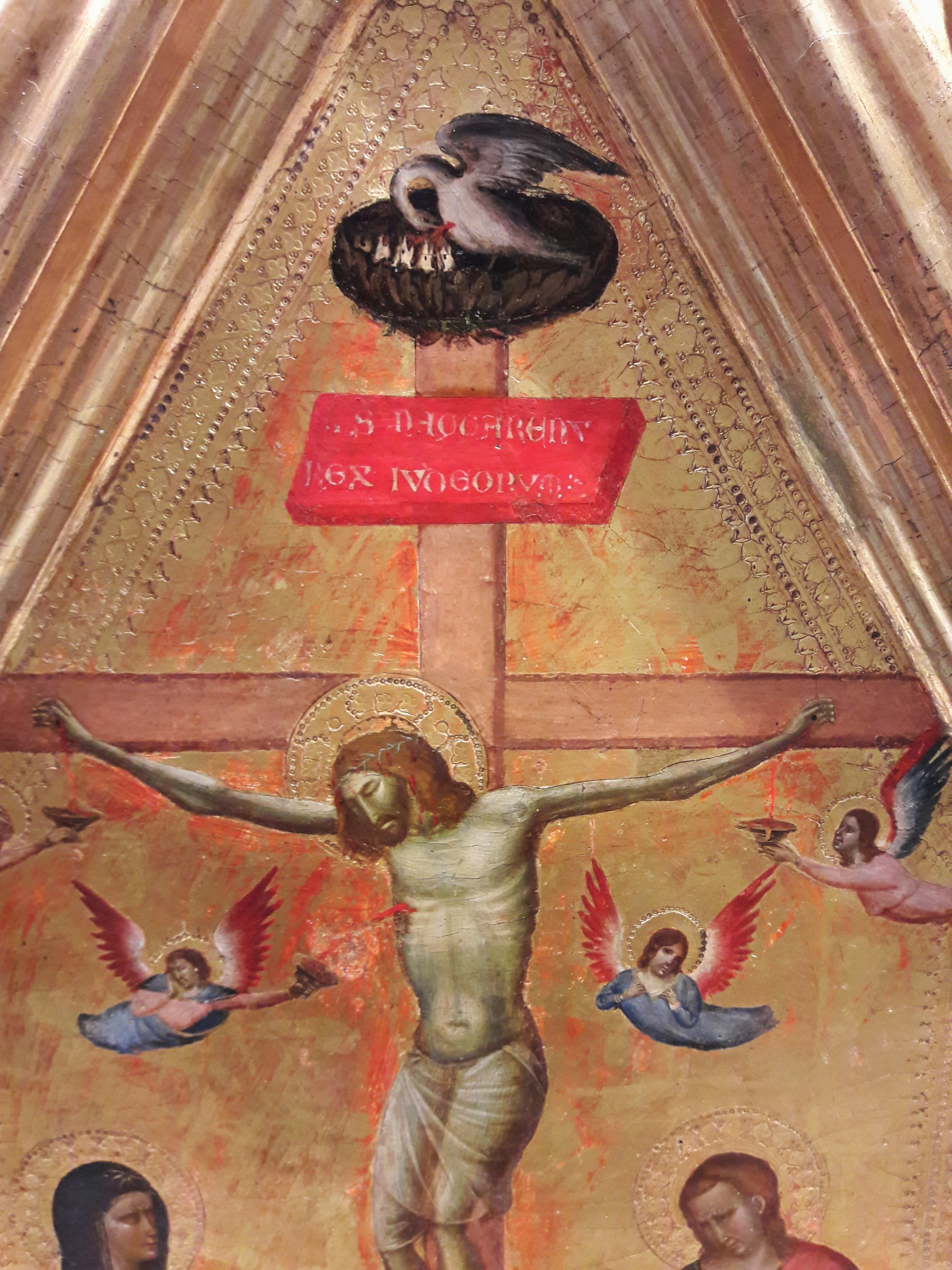
Dans certaines Crucifixions, au-dessus du titulus, l'artiste représente un nid avec un pélican mâle qui lacère sa poitrine d'un coup de bec pour ressusciter ses petits[21].
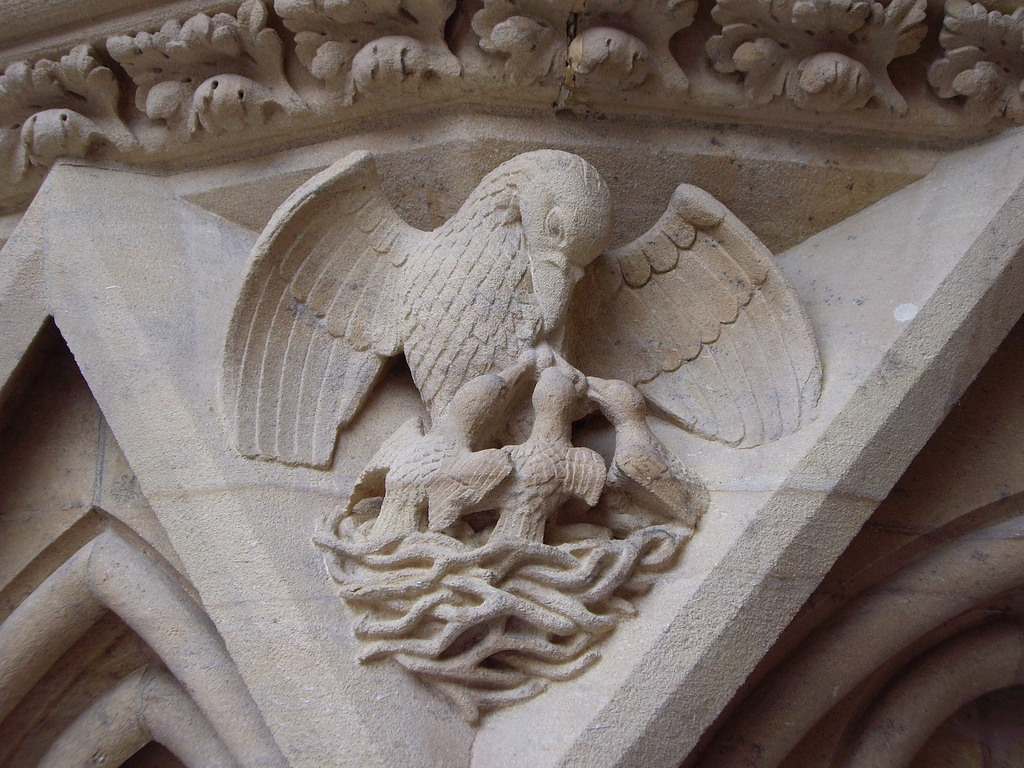
Pélican symbolique, cathédrale Saint-Étienne de Metz.
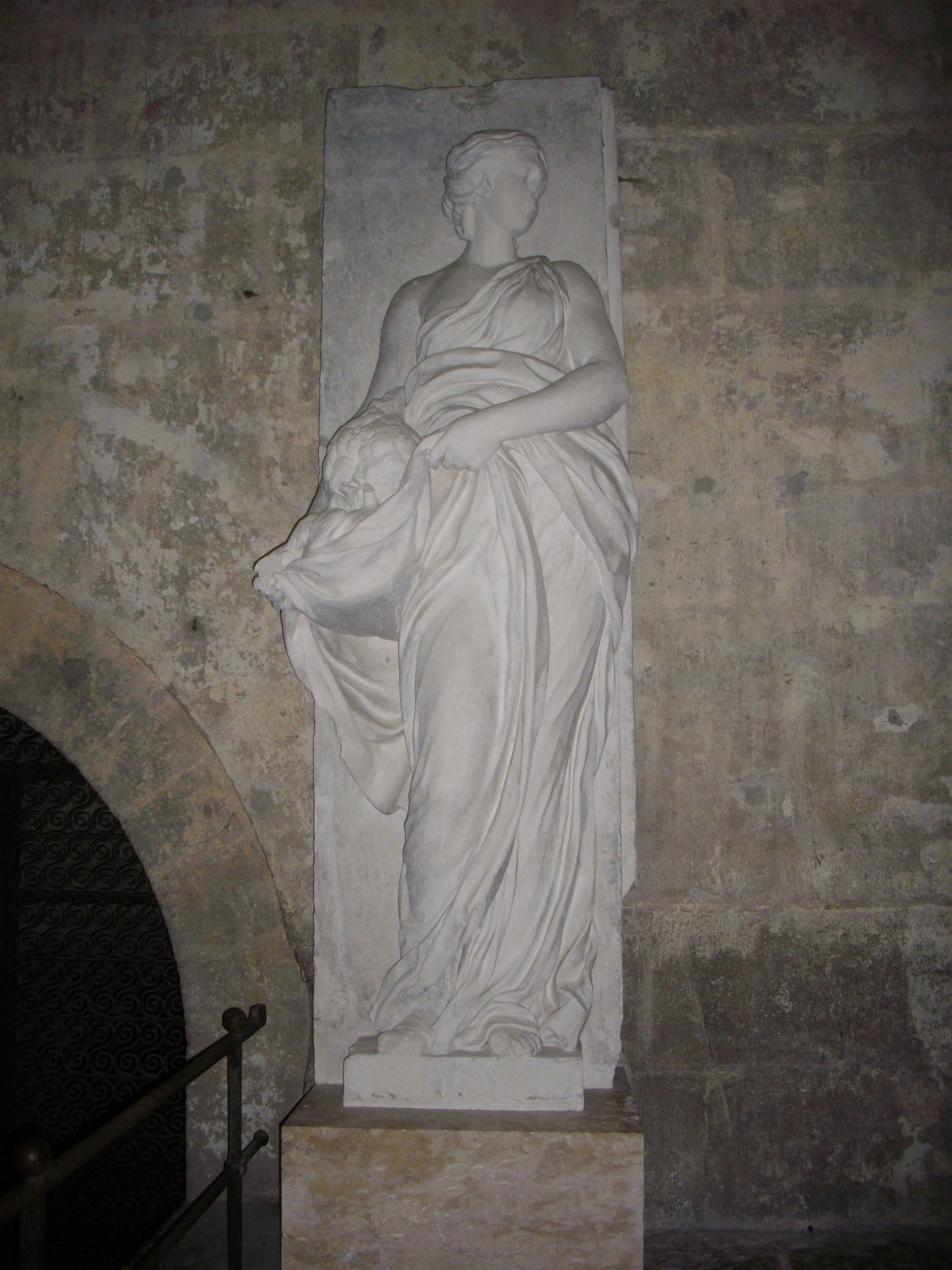
Allégorie de la Charité, accompagnée d'un pélican s'ouvrant le ventre, cathédrale Notre-Dame de Chartres[22].

En héraldique médiévale, le pélican est représenté comme un oiseau à bec d’aigle perché sur son nid, perforant sa propre poitrine. S’il se trouve au-dessus de ses oisillons, il est décrit comme « un pélican de piété ».
L’Armée de l'air française a utilisé ce symbole, par exemple, sur l’insigne de la Base aérienne 122 Chartres-Champhol, où l’animal offrant son cœur saignant pour nourrir ses enfants, illustre le dévouement des aviateurs pour les enfants de France, comme dans le poème d’Alfred de Musset.
Dans Tintin, le pélican est l’« oiseau héraldique » d’un pays imaginaire : la Syldavie.

### Statut et conservation
Comme beaucoup de grands oiseaux, les pélicans sont en diminution dans le monde entier. Bien que seules deux espèces, le pélican frisé et celui à bec tacheté, soient considérées comme menacées, la population de la plupart des espèces a fortement diminué ces dernières années.
Les activités humaines, particulièrement les progrès de l’agriculture et son expansion, ont été la cause principale de la régression des espèces.
Il est devenu de plus en plus difficile pour les pélicans de trouver un site de nidification non perturbé.
Les stocks de poissons ont été pillés, et désormais l’homme les garde jalousement et les gère à son bénéfice exclusif. Dans la majorité des cas, les problèmes des pêcheurs sont dus, non pas aux oiseaux piscivores, mais à une mauvaise gestion et à un excès de pêche, combinés aux effets des drainages à grande échelle et à la détérioration de la qualité de l’eau.
Un des problèmes principaux qui affectent les pélicans est la perturbation des colonies, très souvent par des touristes trop curieux.
Citons en outre le piège mortel que représentent les lignes à haute tension, la contamination au DDT, la perte d’habitat.

### Fiction
- Dans l'univers des canards de Disney, Flagada Jones est un pélican apparu pour la première fois dans la série d'animation La Bande à Picsou en 1987.
- L'Extraordinaire Petros est un feuilleton télévisé gréco-français pour la jeunesse, réalisé par Pierre Goutas et diffusé à partir du 24 décembre 1965. Le pélican Petros est, dans la réalité, la mascotte de l'île de Mykonos.
- En 1997, le roman français Nicostratos d'Éric Boisset conte l'amitié entre un adolescent et un jeune pélican, sur une île de Grèce. Il est adapté au cinéma en 2011 sous le titre Nicostratos le pélican.
- En 2003, le film d'animation Le Monde de Nemo met en scène un pélican à Sydney, appelé Nigel dans la version originale et L’Amiral dans le doublage français.

## Galerie

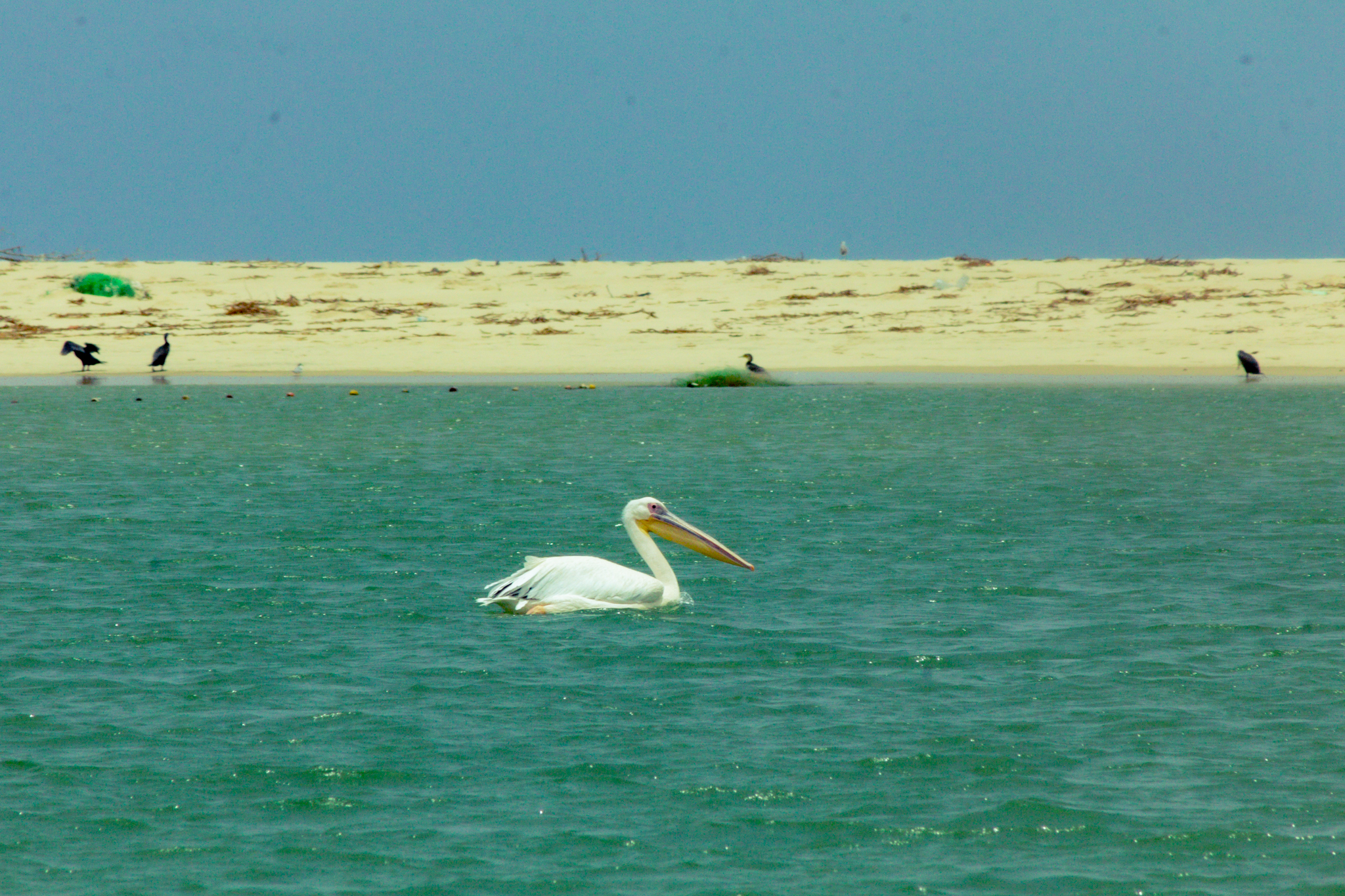
Pelican du Parc national de la Langue de Barbarie
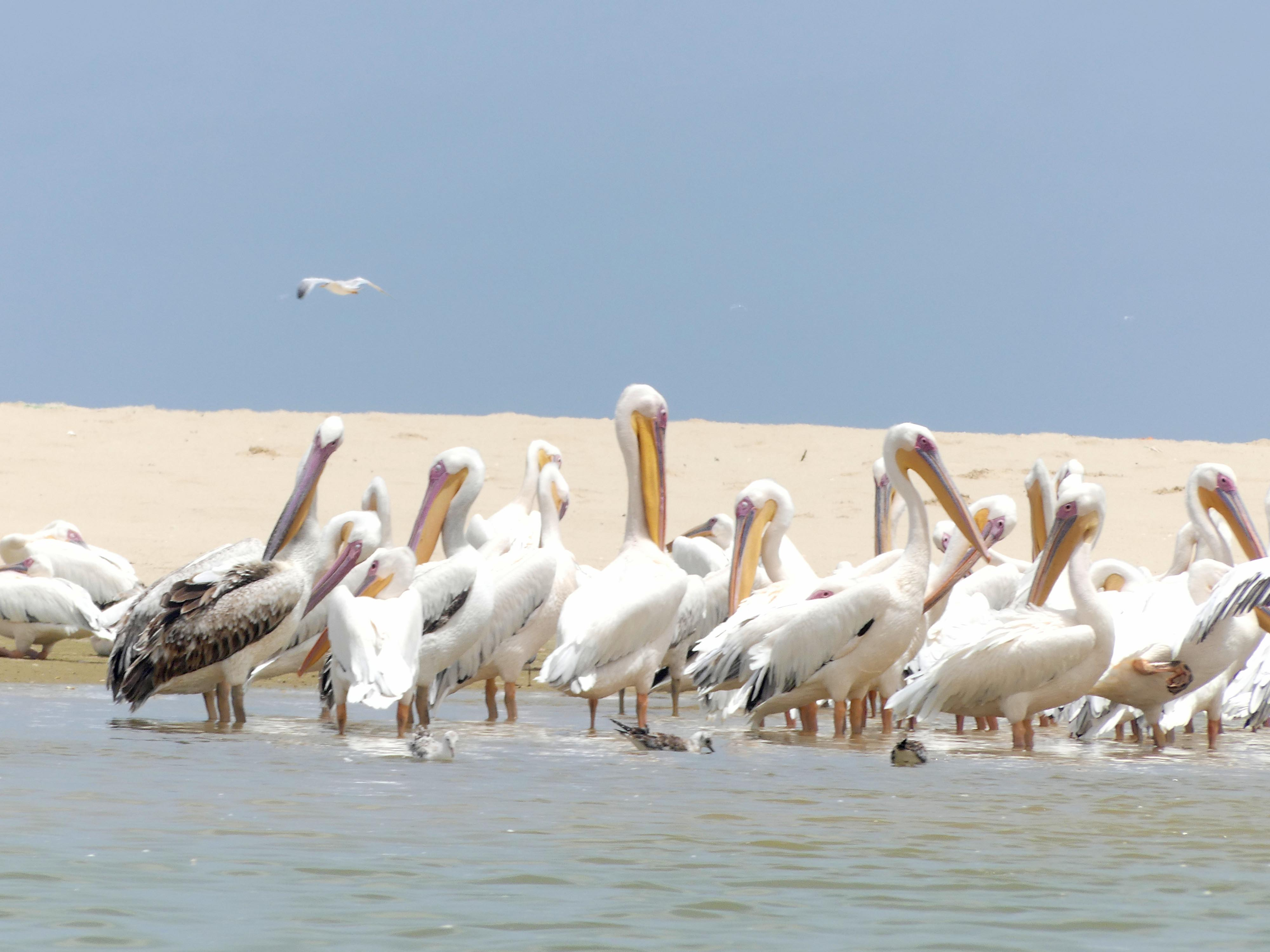
Pelicans du Parc National de la Langue de Barbarie
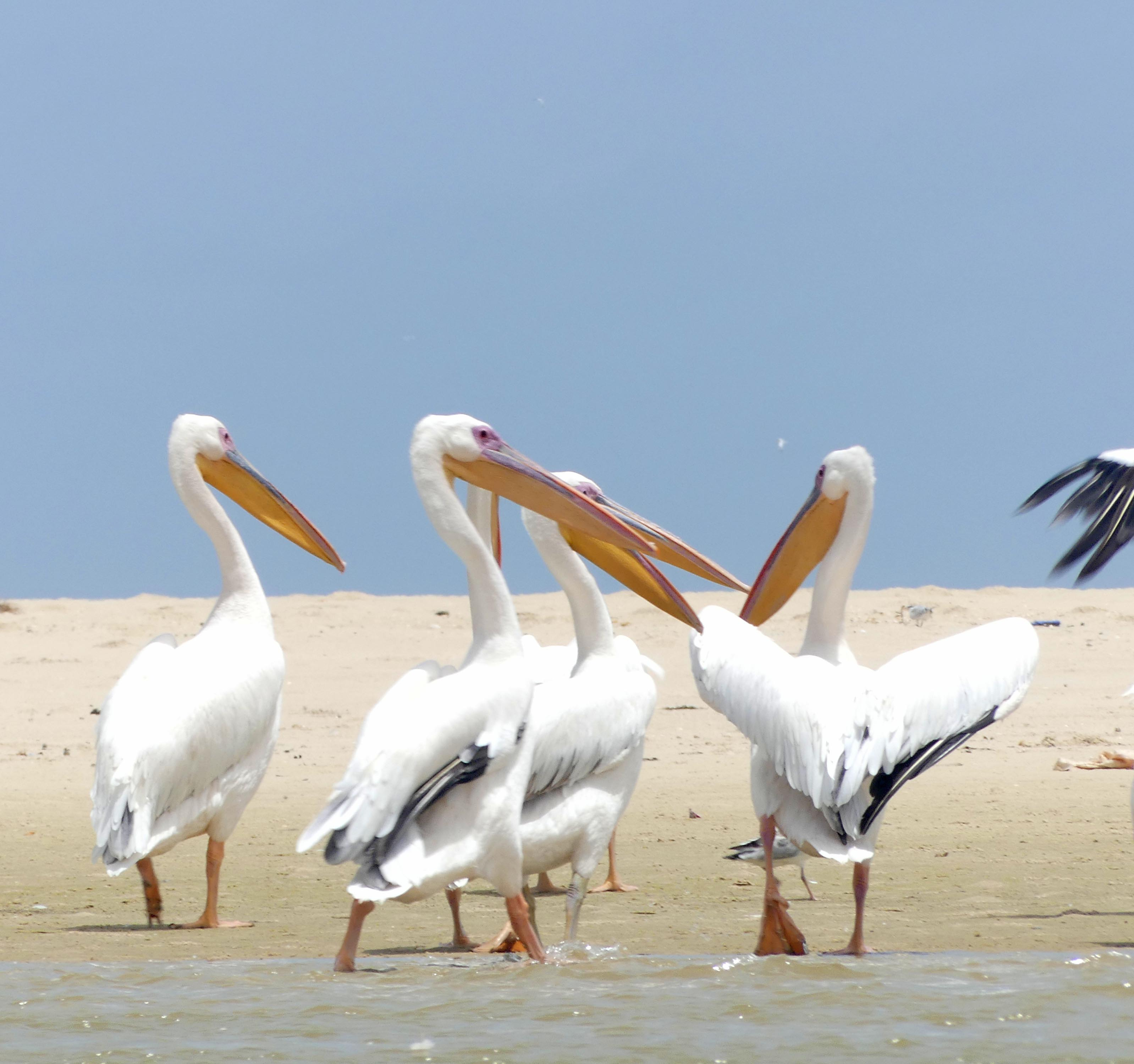
Pelicans du Parc National de la Langue de Barbarie
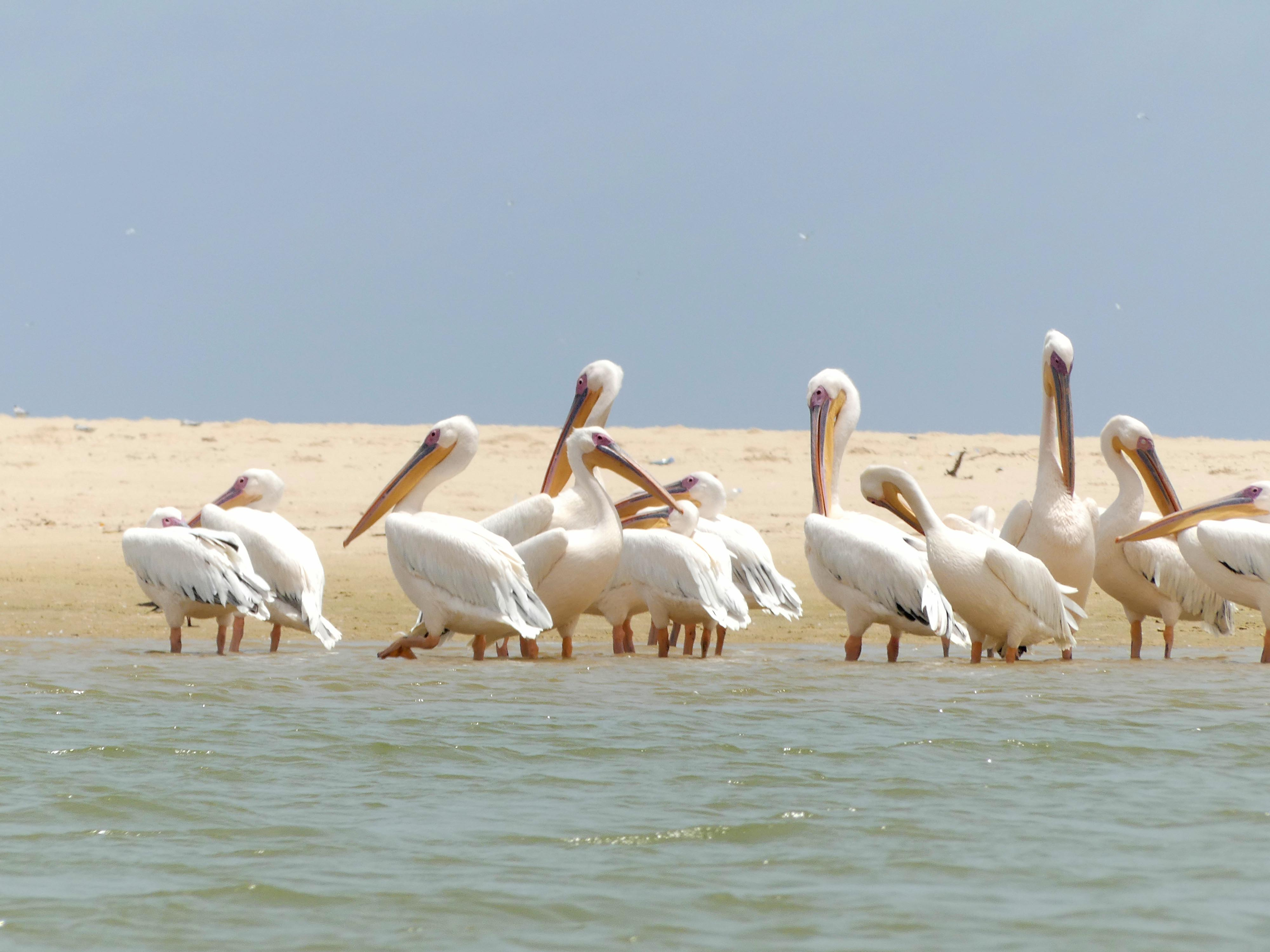
Pelicans du Parc National de la Langue de Barbarie